# Giro d'Italia 2018
Giro d'Italia 2018 byl 101. ročník tohoto závodu. Závod odstartoval 3. května v izraelském Jeruzalémě individuální časovkou. Velký start Gira v Izraeli ve dnech 4. - 6. května byl iniciován a financován kanadsko-izraelským podnikatelem Sylvanem Adamsem za pomoci izraelské vlády. V Izraeli proběhla také druhá a třetí etapa. 21denní závod začal s 10kilometrovou časovkou v Jeruzalémě, 167kilometrovým závodem z Haify do Tel Avivu a 229kilometrovým závodem z Beersheby do Ejlatu. Byly to první etapy podniku Grand Tour, které se konaly mimo Evropu. Poté se závodníci přesunuli do Itálie. 27. května závod skončil dojezdem etapy v Římě.
Na startu Giro d'Italia v Izraeli v roce 2018 byl vzdán hold italskému cyklistovi Gino Bartalimu, trojnásobnému vítězi Giro d'Italia. Bartali pomohl zachránit stovky italských Židů během holokaustu a byl uznán v roce 2013 Yad Vashem jako spravedlivý mezi národy.
V závodě zvítězil britský cyklista Chris Froome, když růžový trikot získal až v 19. etapě po 80kilometrovém sólovém úniku přes Cima Coppi a Setriére do cíle v Bardonecchii. Tato etapa je považována odborníky za jednu z nejlepších v historii závodu.

## Trať
Celkem bylo naplánováno 21 etap s celkovou délkou 3572,4 kilometrů.
| Etapa | Datum      | Trasa                                    | Délka     | Typ       | Typ                  | Vítěz                 |           |
| ----- | ---------- | ---------------------------------------- | --------- | --------- | -------------------- | --------------------- | --------- |
| 1     | 4. května  | Jeruzalém                                | 9,7 km    |           | Individuální časovka | Tom Dumoulin          |           |
| 2     | 5. května  | Haifa – Tel Aviv                         | 167 km    |           | Rovinatá etapa       | Elia Viviani          |           |
| 3     | 6. května  | Be̟er Ševa – Ejlat                        | 229 km    |           | Rovinatá etapa       | Elia Viviani          |           |
|       | 7. května  | Volný den                                | Volný den | Volný den | Volný den            | Volný den             | Volný den |
| 4     | 8. května  | Katánie – Caltagirone                    | 191 km    |           | Kopcovitá etapa      | Tim Wellens           |           |
| 5     | 9. května  | Agrigento – Santa Ninfa                  | 152 km    |           | Kopcovitá etapa      | Enrico Battaglin      |           |
| 6     | 10. května | Caltanissetta – Etna                     | 163 km    |           | Horská etapa         | Esteban Chaves        |           |
| 7     | 11. května | Pizzo – Praia a Mare                     | 159 km    |           | Rovinatá etapa       | Sam Bennett           |           |
| 8     | 12. května | Praia a Mare – Montevergine              | 208 km    |           | Horská etapa         | Richard Carapaz       |           |
| 9     | 13. května | Pesco Sannita – Gran Sasso               | 224 km    |           | Horská etapa         | Simon Yates           |           |
|       | 14. května | Volný den                                | Volný den | Volný den | Volný den            | Volný den             | Volný den |
| 10    | 15. května | Penne – Gualdo Tadino                    | 239 km    |           | Kopcovitá etapa      | Matej Mohorič         |           |
| 11    | 16. května | Assisi – Osimo                           | 156 km    |           | Kopcovitá etapa      | Simon Yates           |           |
| 12    | 17. května | Osimo – Imola                            | 214 km    |           | Kopcovitá etapa      | Sam Bennett           |           |
| 13    | 18. května | Ferrara – Nervesa della Battaglia        | 180 km    |           | Rovinatá etapa       | Elia Viviani          |           |
| 14    | 19. května | San Vito al Tagliamento – Monte Zoncolan | 186 km    |           | Horská etapa         | Chris Froome          |           |
| 15    | 20. května | Tolmezzo – Sappada                       | 178 km    |           | Horská etapa         | Simon Yates           |           |
|       | 21. května | Volný den                                | Volný den | Volný den | Volný den            | Volný den             | Volný den |
| 16    | 22. května | Trento – Rovereto                        | 34,2 km   |           | Individuální časovka | Rohan Denis           |           |
| 17    | 23. května | Riva del Garda – Iseo                    | 155 km    |           | Rovinatá etapa       | Elia Viviani          |           |
| 18    | 24. května | Abbiategrasso – Prato Nevoso             | 196 km    |           | Horská etapa         | Maximilian Schachmann |           |
| 19    | 25. května | Venaria Reale – Bardonecchia             | 184 km    |           | Horská etapa         | Chris Froome          |           |
| 20    | 26. května | Susa – Cervinia                          | 214 km    |           | Horská etapa         | Mikel Nieve           |           |
| 21    | 27. května | Řím – Řím                                | 115 km    |           | Rovinatá etapa       | Sam Bennett           |           |

## Průběh pořadí
| Etapa   | Vítěz                 | Celkové pořadí                  | Bodovací soutěž     | Vrchařská soutěž                | Jezdci do 25 let            | Nejlepší tým                |
| ------- | --------------------- | ------------------------------- | ------------------- | ------------------------------- | --------------------------- | --------------------------- |
| 1       | Tom Dumoulin          | Tom Dumoulin                    | Tom Dumoulin        | nebyla udělena                  | Maximilian Schachmann       | Team Katusha-Alpecin        |
| 2       | Elia Viviani          | Rohan Dennis                    | Elia Viviani        | Enrico Barbin                   | Maximilian Schachmann       | Team Katusha-Alpecin        |
| 3       | Elia Viviani          | Rohan Dennis                    | Elia Viviani        | Enrico Barbin                   | Maximilian Schachmann       | Team Katusha-Alpecin        |
| 4       | Tim Wellens           | Rohan Dennis                    | Elia Viviani        | Enrico Barbin                   | Maximilian Schachmann       | Mitchelton-Scott            |
| 5       | Enrico Battaglin      | Rohan Dennis                    | Elia Viviani        | Enrico Barbin                   | Maximilian Schachmann       | Mitchelton-Scott            |
| 6       | Esteban Chaves        | Simon Yates                     | Elia Viviani        | Esteban Chaves                  | Richard Carapaz             | Mitchelton-Scott            |
| 7       | Sam Bennett           | Simon Yates                     | Elia Viviani        | Esteban Chaves                  | Richard Carapaz             | Mitchelton-Scott            |
| 8       | Richard Carapaz       | Simon Yates                     | Elia Viviani        | Esteban Chaves                  | Richard Carapaz             | Mitchelton-Scott            |
| 9       | Simon Yates           | Simon Yates                     | Elia Viviani        | Simon Yates                     | Richard Carapaz             | Mitchelton-Scott            |
| 10      | Matej Mohorič         | Simon Yates                     | Elia Viviani        | Simon Yates                     | Richard Carapaz             | Mitchelton-Scott            |
| 11      | Simon Yates           | Simon Yates                     | Elia Viviani        | Simon Yates                     | Richard Carapaz             | Mitchelton-Scott            |
| 12      | Sam Bennett           | Simon Yates                     | Elia Viviani        | Simon Yates                     | Richard Carapaz             | Mitchelton-Scott            |
| 13      | Elia Viviani          | Simon Yates                     | Elia Viviani        | Simon Yates                     | Richard Carapaz             | Mitchelton-Scott            |
| 14      | Chris Froome          | Simon Yates                     | Elia Viviani        | Simon Yates                     | Miguel Ángel López          | Team Sky                    |
| 15      | Simon Yates           | Simon Yates                     | Elia Viviani        | Simon Yates                     | Miguel Ángel López          | Team Sky                    |
| 16      | Rohan Dennis          | Simon Yates                     | Elia Viviani        | Simon Yates                     | Miguel Ángel López          | Team Sky                    |
| 17      | Elia Viviani          | Simon Yates                     | Elia Viviani        | Simon Yates                     | Miguel Ángel López          | Team Sky                    |
| 18      | Maximilian Schachmann | Simon Yates                     | Elia Viviani        | Simon Yates                     | Miguel Ángel López          | Team Sky                    |
| 19      | Chris Froome          | Chris Froome                    | Elia Viviani        | Chris Froome                    | Miguel Ángel López          | Team Sky                    |
| 20      | Mikel Nieve           | Chris Froome                    | Elia Viviani        | Chris Froome                    | Miguel Ángel López          | Team Sky                    |
| 21      | Sam Bennett           | Chris Froome                    | Elia Viviani        | Chris Froome                    | Miguel Ángel López          | Team Sky                    |
| Celkově | Celkově               | Spojené království Chris Froome | Itálie Elia Viviani | Spojené království Chris Froome | Kolumbie Miguel Ángel López | Spojené království Team Sky |

## Druhy klasifikací v závodě
V Giro d'Italia jsou nejlepší závodníci oblékáni po etapách do čtyř různých dresů:
Prvním a nejdůležitějším je celkové pořadí, o němž rozhoduje součet časů v jednotlivých etapách. Jezdci získají časové bonusy (10, 6 a 4 sekundy) za umístění na prvních třech místech v každé etapě. Závodník s nejnižším kumulativním časem získává růžový dres (italsky maglia rosa) a je považován za vítěze Giro d'Italia.
| Pořadí          | 1  | 2  | 3  | 4  | 5  | 6  | 7  | 8 | 9 | 10 | 11 | 12 | 13 | 14 | 15 |
| --------------- | -- | -- | -- | -- | -- | -- | -- | - | - | -- | -- | -- | -- | -- | -- |
| Rovinatá etapa  | 50 | 35 | 25 | 18 | 14 | 12 | 10 | 8 | 7 | 6  | 5  | 4  | 3  | 2  | 1  |
| Kopcovitá etapa | 25 | 18 | 12 | 8  | 6  | 5  | 4  | 3 | 2 | 1  | 0  | 0  | 0  | 0  | 0  |
| Ostatní etapy   | 15 | 12 | 9  | 7  | 6  | 5  | 4  | 3 | 2 | 1  | 0  | 0  | 0  | 0  | 0  |

Jezdci získávají body v rychlostních prémiích v každé etapě mimo časovky. V rovinatých etapách etapy se uděluje více bodů než v horských.
| Pořadí                         | 1  | 2  | 3  | 4  | 5  | 6 | 7 | 8 | 9 |
| ------------------------------ | -- | -- | -- | -- | -- | - | - | - | - |
| Body na vrcholu Cima Coppi     | 45 | 30 | 20 | 14 | 10 | 6 | 4 | 2 | 1 |
| Body na vrcholech 1. kategorie | 35 | 18 | 12 | 9  | 6  | 4 | 2 | 1 | 0 |
| Body na vrcholech 2. kategorie | 15 | 8  | 6  | 4  | 2  | 1 | 0 | 0 | 0 |
| Body na vrcholech 3. kategorie | 7  | 4  | 2  | 1  | 0  | 0 | 0 | 0 | 0 |
| Body na vrcholech 4. kategorie | 3  | 2  | 1  | 0  | 0  | 0 | 0 | 0 | 0 |

Třetí klasifikací je klasifikace nejlepších vrchařů, kteří obdrží body za prvenství v dosažení vrcholu ve stoupání. Každé stoupání je ohodnoceno jako stoupání první, druhé, třetí nebo čtvrté kategorie. Dle kategorie jsou udělovány body uvedeny v tabulce. Nejlepší vrchař nosí modrý dres. Na Cima Coppi, v nejvyšším bodě závodu se uděluje nejvíce bodů než v ostatních stoupáních. Ve výšce 2 178 metrů (7 146 ft) Cima Coppi pro rok 2018 Giro d'Italia je Colle delle Finestre.
Čtvrtý dres reprezentuje klasifikaci mladého jezdce. Princip hodnocení je stejný jako celková klasifikace, ale jsou hodnoceni pouze jezdci narozeni po 1. lednu 1994. Vítěz klasifikace nosí bílý dres.